# Đảo Đá Tây A
Đảo Đá Tây A (tiếng Trung: 西礁东岛, bính âm: Xījiāo Dōngdǎo, Hán-Việt: Tây Tiêu Đông đảo) là một đảo nhân tạo nằm trên rạn san hô Đá Tây, thuộc cụm Trường Sa của quần đảo Trường Sa, Biển Đông. Đảo được Việt Nam quản lý như một phần của thị trấn Trường Sa, huyện Trường Sa, tỉnh Khánh Hòa, nhưng cũng là đối tượng tranh chấp chủ quyền giữa Việt Nam, Trung Quốc, Philippines và Đài Loan.

## Lịch sử
Đảo Đá Tây A được Việt Nam chiếm hữu từ năm 1987 trong chiến dịch CQ-88 của Hải quân Việt Nam, nhằm đóng giữ và bảo vệ các thực thể ở quần đảo Trường Sa trước các hoạt động tranh chấp trong khu vực. Từ năm 2012 đến 2016, Việt Nam tiến hành bồi đắp và mở rộng đảo, tạo ra diện tích đất nổi khoảng 11 hecta, chủ yếu từ cát san hô nhiễm mặn nạo vét từ khu vực làm âu tàu.

## Đặc điểm

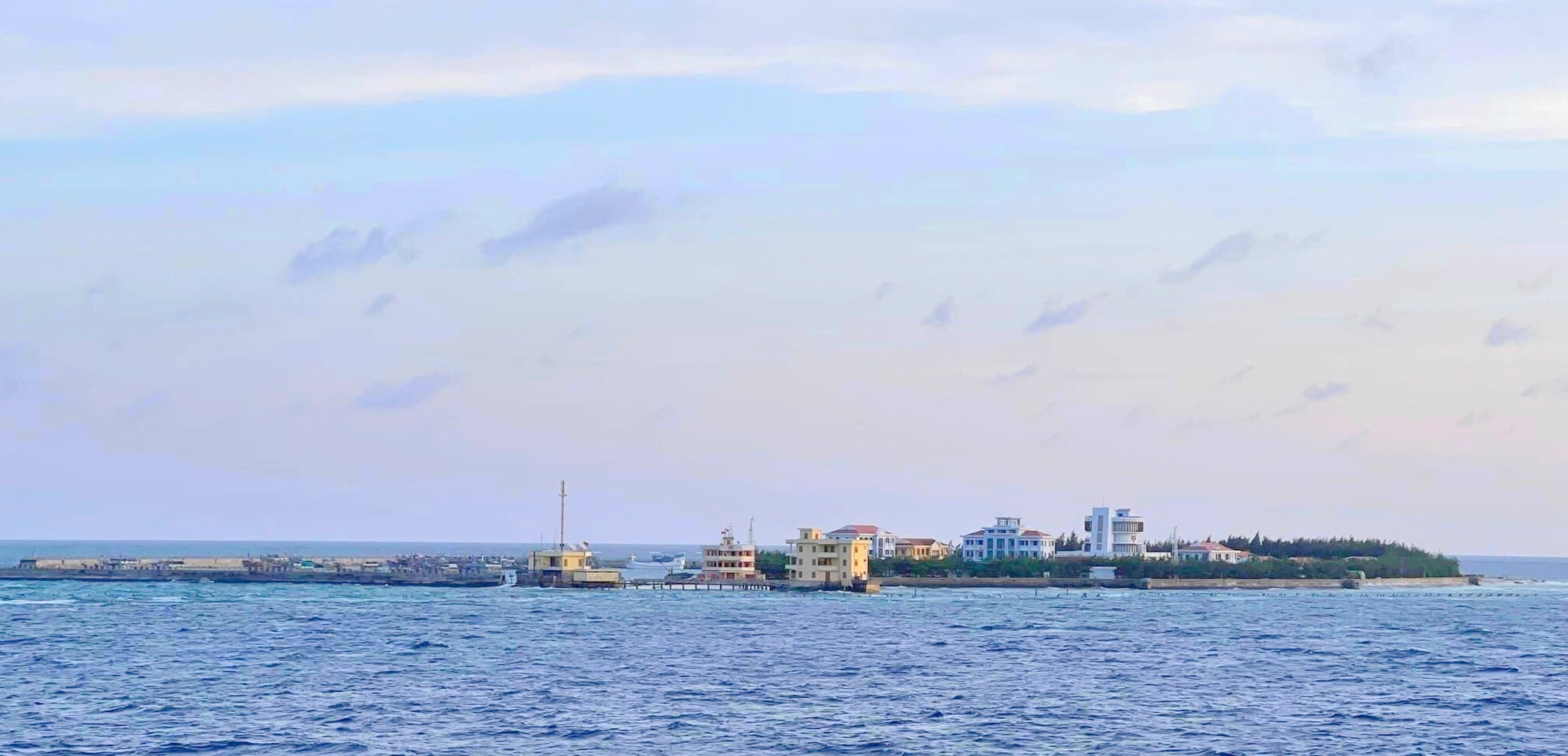
Toàn cảnh đảo Đá Tây A (nhìn từ phía đông nam)

Đảo Đá Tây A nằm ở tọa độ 8°52′0″B 112°15′25″Đ, phía tây bắc của rạn san hô Đá Tây, cách đảo Trường Sa Lớn khoảng 19,5 hải lý (36 km) về phía đông bắc. Rạn san hô Đá Tây có dạng hình quả trám, dài khoảng 9 km, rộng tối đa 5,5 km, với các lạch nước chia vành san hô thành bốn phần riêng biệt. Đảo có một âu tàu rộng khoảng 16,5 ha, là nơi trú ẩn an toàn cho khoảng 200 tàu cá trong mùa bão.

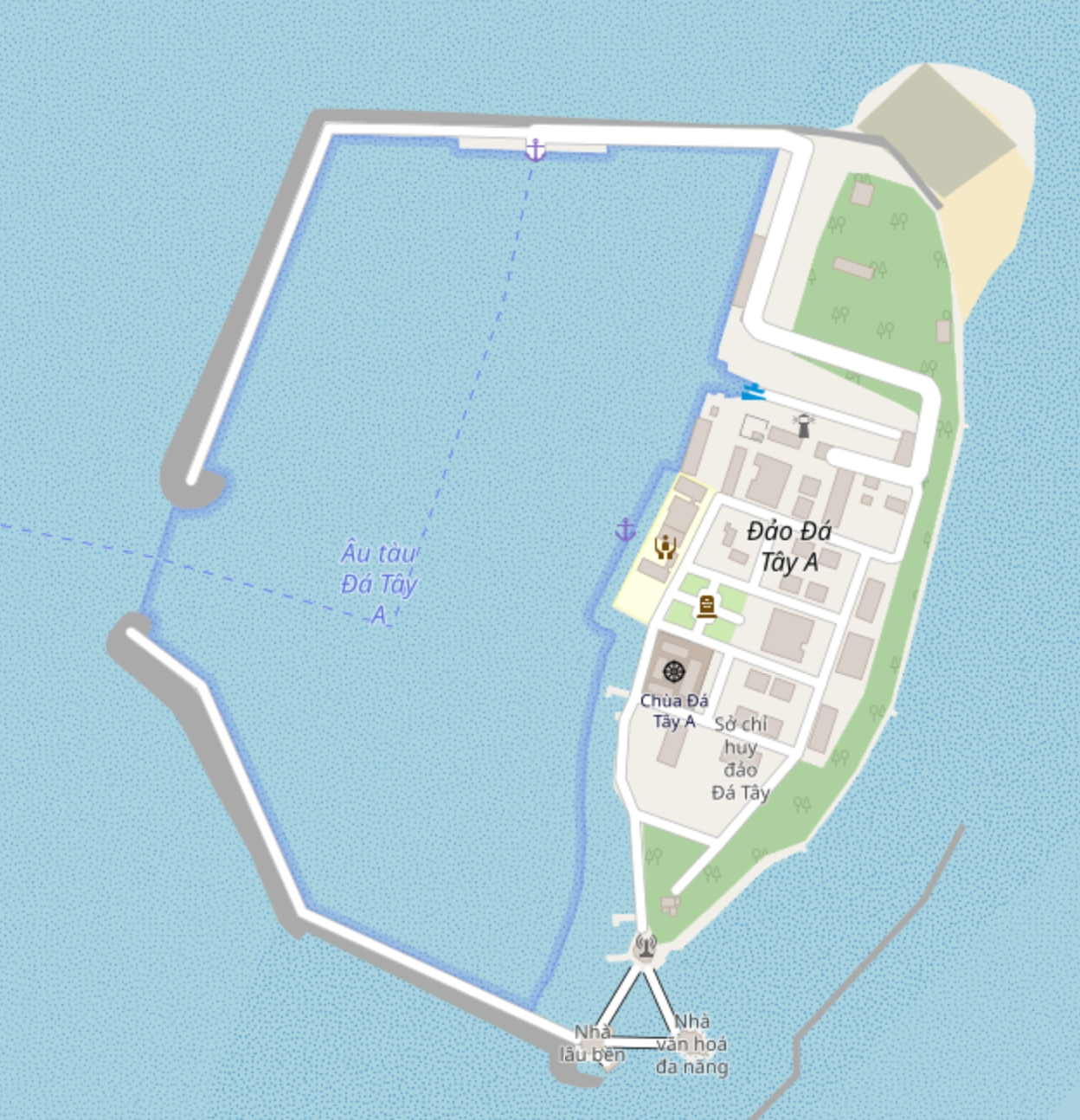
Bản đồ đảo Đá Tây A

### Cơ sở hạ tầng
Đảo Đá Tây A được mệnh danh là “thành phố của các đảo chìm” nhờ cơ sở hạ tầng hiện đại.
- Kinh tế: đảo có Trung tâm Dịch vụ Hậu cần Nghề cá, cung cấp dịch vụ sửa chữa tàu, nhiên liệu, nhu yếu phẩm, và sơ chế hải sản.[2]
- Công trình văn hóa, giáo dục:  "Nhà Đại đoàn kết các Dân tộc Việt Nam" được xây dựng vào năm 2019[3]. Tháng 6 năm 2022, chùa Đá Tây A được Giáo hội Phật giáo Việt Nam khánh thành trên đảo.[4] Trường tiểu học Đá Tây tiếp nhận các học sinh từ mẫu giáo đến lớp 5, với tổng cộng 11 học sinh trong năm học 2022-2023.[5]
- Hệ thống tăng gia: Vườn rau, khu chăn nuôi (gà, vịt, lợn), và hồ cá nhân tạo.

Những công trình này không chỉ phục vụ mục đích quân sự mà còn hỗ trợ ngư dân Việt Nam đánh bắt xa bờ.

## Vai trò và ý nghĩa
Đảo Đá Tây A đóng vai trò quan trọng trong:
- Quốc phòng: Là điểm phòng thủ chiến lược trong vành đai bảo vệ quần đảo Trường Sa.
- Hỗ trợ ngư dân: Cung cấp nơi trú ẩn, cứu hộ, và dịch vụ hậu cần, đặc biệt trong mùa bão. Năm 2017-2018, đảo đã cứu hộ 1 tàu gặp nạn, sửa chữa 26 tàu cá, và cung cấp 1.740 khối nước ngọt miễn phí.
- Văn hóa: Tổ chức giao lưu với kiều bào và các hoạt động như “Chuyến tàu Đại đoàn kết” năm 2025, thể hiện tinh thần đoàn kết dân tộc[6].

## Tranh chấp chủ quyền
Đảo Đá Tây A nằm trong khu vực tranh chấp ở Biển Đông. Theo Công ước Liên Hợp Quốc về Luật Biển 1982, các đảo đá như Đá Tây A không có vùng đặc quyền kinh tế hay thềm lục địa nếu không phù hợp cho đời sống con người hoặc không có đời sống kinh tế riêng. Việt Nam khẳng định chủ quyền dựa trên lịch sử chiếm hữu từ năm 1987 và các hoạt động quản lý liên tục.